# Synanthedon codeti
Synanthedon codeti is een vlinder uit de familie wespvlinders (Sesiidae), onderfamilie Sesiinae.
Synanthedon codeti is voor het eerst wetenschappelijk beschreven door Oberthür in 1881. De soort komt voor in het Palearctisch gebied.